# The Trial of Christine Keeler
 (novembre 2021).
Si vous disposez d'ouvrages ou d'articles de référence ou si vous connaissez des sites web de qualité traitant du thème abordé ici, merci de compléter l'article en donnant les références utiles à sa vérifiabilité et en les liant à la section « Notes et références ».
The Trial of Christine Keeler est une série télévisée britannique en six épisodes de 60 minutes diffusée du 29 décembre 2019 au 26 janvier 2020 sur BBC One.
Cette série est inédite dans tous les pays francophones.

## Synopsis
Cette série retrace le déroulement de l'affaire Profumo, un scandale politique qui ébranle le Royaume-Uni au début des années 1960, du point de vue de Christine Keeler.

## Distribution
- Sophie Cookson : Christine Keeler
- James Norton : Stephen Ward
- Ellie Bamber : Mandy Rice-Davies
- Ben Miles : John Profumo
- Emilia Fox : Valerie Hobson
- Nathan Stewart-Jarrett : Johnny Edgecombe (en)
- Anthony Welsh (en) : Lucky Gordon (en)
- Visar Vishka : Evgueni Ivanov
- Jonny Coyne : Peter Rachman (en)
- Anton Lesser : Michael Eddowes (en)

## Épisodes
| # | Titre     | Réalisation   | Scénario   | Audiences (millions) | Première diffusion |
| --- | --------- | ------------- | ---------- | -------------------- | ------------------ |
| 1 | Épisode 1 | Andrea Harkin | Amanda Coe | 6,66                 | 29 décembre 2019   |
| Christine Keeler et son amie Mandy Rice-Davies attirent l'attention de la police et des médias lorsque le petit ami de la première, Johnny Edgecombe, tire plusieurs coups de feu dans sa porte d'entrée. Les deux jeunes filles sont proches de l'ostéopathe Stephen Ward, qui est lui-même en contact avec des hommes politiques, dont le secrétaire d'État John Profumo, et des diplomates soviétiques. |           |               |            |                      |                    |
| 2 | Épisode 2 | Andrea Harkin | Amanda Coe | 5,73                 | 30 décembre 2019   |
| Keeler témoigne contre Edgecombe à l'audition préliminaire. Elle est incitée à vendre son histoire à la presse, comme l'a déjà fait Rice-Davies. Soupçonné d'être un espion, Ward voit sa demeure cambriolée par les services secrets. |           |               |            |                      |                    |
| 3 | Épisode 3 | Andrea Harkin | Amanda Coe | 5,84                 | 5 janvier 2020     |
| Après avoir tenté de racheter l'histoire de Keeler, Profumo ment à la Chambre des communes en niant toute relation avec elle. La jeune fille ne se présente pas au procès d'Edgecombe ; elle est en vacances en Espagne. Ward publie sa version des faits dans la presse ; il charge Keeler et ne mentionne pas Profumo.                                                                                   |           |               |            |                      |                    |
| 4 | Épisode 4 | Andrea Harkin | Amanda Coe | 5,26                 | 12 janvier 2020    |
| La police tente de contraindre Keeler et Rice-Davies à collaborer. Keeler est agressée par son petit ami Lucky Gordon, qui est condamné. Profumo, sous pression, finit par démissionner. Les patients de Ward commencent à le déserter et il est arrêté pour proxénétisme sur la foi de déclarations signées par Keeler et Rice-Davies.                                                                    |           |               |            |                      |                    |
| 5 | Épisode 5 | Leanne Welham | Amanda Coe |                      | 19 janvier 2020    |
| Le procès pour proxénétisme de Stephen Ward prend place à Old Bailey. Keeler et Rice-Davies témoignent pour l'accusation. Abandonné par ses anciens amis et patients, l'ostéopathe se suicide avant l'annonce du verdict. |           |               |            |                      |                    |
| 6 | Épisode 6 | Leanne Welham | Amanda Coe |                      | 26 janvier 2020    |
| |           |               |            |                      |                    |